# The Puppet Crown
The Puppet Crown is een Amerikaanse stomme film uit 1915, onder regie van George Melford, met in de hoofdrollen Ina Claire en Carlyle Blackwell. Het is een bewerking van de gelijknamige roman van Harold MacGrath uit 1901. Destijds werd de film in Nederland uitgebracht onder de titel De val van een koningshuis. De film is wellicht zoekgeraakt.

## Verhaal
Prinses Alexia van Osia (Ina Claire) wordt incognito door haar bejaarde en invalide vader, koning Leopold (Chris Lynton), naar een exclusieve Amerikaanse kostschool voor meisjes gestuurd zodat ze de betekenis van ware vrijheid kan leren kennen. Nadat Alexia er verliefd wordt op de jonge miljonair Bob Carewe (Carlyle Blackwell), wordt ze naar huis geroepen vanwege een samenzwering van de adviseurs van de koning die dreigen hem te vervangen door hertogin Sylvia (Cleo Ridgely).
Wanneer Bob verneemt dat Osia in financiële problemen zit, gaat hij helpen met een lening, ook al weet hij dat Alexia niet met hem kan trouwen als ze ooit zal regeren. De plotselinge dood van de koning veroorzaakt een opstand van het volk. Hoewel Bob dapper vecht tegen de samenzweerders en een bloedende rivaal helpt om Alexia's genegenheid te winnen, wordt de hertogin uitgeroepen tot koningin. Ze beveelt Alexia's arrestatie, maar Bob slaagt erin om met Alexia naar de grens te ontsnappen, waar ze vrij zijn om te trouwen.

## Rolverdeling
| Acteur              | Personage             |
| ------------------- | --------------------- |
| Ina Claire          | Princess Alexia       |
| Carlyle Blackwell   | Bob Carewe            |
| Chris Lynton        | King Leopold          |
| Cleo Ridgely        | Duchess Sylvia        |
| Horace B. Carpenter | Count Mallendorf      |
| John Abraham        | Marshal Kampf         |
| George Gebhardt     | Colonel Beauvais      |
| Tom Forman          | Lieutenant Von Mitter |
| Marjorie Daw        | Countess Elsa         |